# 人民的意志 (电影)
《Jana Gana Mana》，是一部2022年上映的印度马拉雅拉姆语法律惊悚片。片名意为“人民的意志”。本片剧情大致基于印度发生的数起案件，包括强奸、自杀、宗教和种姓主义致死案、法外处决。
本片于2022年4月28日在印度上映。除马拉雅拉姆语版本外，还有泰米尔语、泰卢固语和卡纳达语配音版。上映26天后，收获了5亿印度卢比的票房。流媒体版权由Netflix购得，并于同年6月2日上线。

## 剧情
来自拉马纳加拉姆中央大学的Saba教授被杀害。大学生组织发起抗议活动，试图为Saba教授伸张正义，但遭到警察的残酷镇压。警察的镇压行动进一步激起了全国性的强烈抗议。卡纳塔克邦政府迫于压力，任命Sajjan负责调查Saba谋杀案。
Sajjan开始调查此案，他查出有4名青年将Saba烧死。这4人被逮捕，但Sajjan此时却被上级调离此案件。Sajjan意识到这4人有可能因此而逃离法律的制裁，于是在转移嫌犯时，将这4个人带到野外，并施行了法外处决。Sajjan的举动使他成为了公众心目中的英雄。警方对外宣称这4人当时是被带去重现犯罪现场，四人当时抢夺了警察枪支，并在试图逃离时被击毙。然而，一些人权活动家对该法外处决行为提出上诉。
在法庭上，Aravind作为辩护律师，对该案件中的一系列问题提出了质疑，犯罪现场被目击到一辆汽车，但现有4名嫌疑人都不会开车。Aravind于是提出了存在第5名罪犯的假设。该起案件背后隐藏着的更可怕的阴谋正被揭开，事件的反转即将到来。

## 演出
| 演員                 | 角色       | 介紹                                                      |
| Prithviraj Sukumaran | Aravind    | 辩护律师，对Sajjan的法外处决提出质疑                      |
| Suraj Venjaramoodu   | Sajjan     | 助理警察局长，负责调查Saba谋杀案，对4名嫌犯施行了法外处决 |
| G. M. Sundar         | Nageshwara | 卡纳塔克邦内政部长，试图利用Saba之死操纵舆论赢得选举      |
| Mamta Mohandas       | Saba       | 大学女教授，为学生Vidya伸张正义，后被谋杀                 |

## 外部連結
- 互联网电影数据库（IMDb）上《人民的意志》的资料（英文）
- 豆瓣电影上《人民的意志》的資料 （简体中文）